# Lebrecht Christoph Daniel Mittelhäuser
Lebrecht Christoph Daniel Mittelhäuser (* 15. Juli 1727 in Weißenfels; † 2. Februar 1801 in Dresden) war ein Praktischer Arzt in Dresden.

## Leben
Er war der einzige Sohn des Hofarztes Johann Daniel Mittelhäuser (1688–1768) und dessen Ehefrau Johanna Ehrmuth geb. Besser (1693–1783). Schon in jungen Jahren war Leberecht Christoph Daniel Mittelhäuser der Theologie zugeneigt, studierte auf Drängen seines Vaters jedoch Medizin.
Nachdem er bis zu seinem 19. Lebensjahr die Weißenfelser Stadtschule besucht hatte, übersiedelte Mittelhäuser für sein Medizinstudium nach Jena. Dort entwickelte er eine große Leidenschaft für sein Fach. An der Universität gab er sich geradlinig und streitbar, sehr zum Missfallen seiner Professoren. Dadurch blieb ihm der Wunsch, sich nach der Promotion in Jena ebendort als Professor zu habilitieren, verwehrt. Mittelhäuser promovierte schließlich in Leipzig. Dort praktizierte er in den folgenden Jahren als Arzt. Eine Berufung an die Universität Greifswald lehnte er ab, da er immer noch hoffte, ordentlicher Professor in Leipzig zu werden.
Im Frühjahr 1764 reiste er nach Dresden, wo er anfänglich im Haus des Hofjuweliers Böhmer (Vater des französischen Hofjuweliers Carl August Böhmer) wohnte.  Im Mai 1764 verlobte er sich mit dessen siebzehnjähriger Tochter Julie und heiratete sie am 10. Juni desselben Jahres. Das Paar hatte acht Kinder, von denen sechs überlebten. Schnell wurde Mittelhäuser in vielen vornehmen Familien Dresdens ein beliebter Arzt. Besonders verbunden war er unter anderem mit der Familie Schönberg in Hermsdorf, deren Töchter früh die Mutter verloren hatten und in seinem Haus oft zu Gast waren. Am 29. Februar 1780 zog er sich durch einen Sturz auf einer eisglatten Türschwelle eine schwere Verletzung an der Hüfte zu, infolge derer sein linkes Bein verkümmerte und er unter chronischen Schmerzen litt. Zur Verwunderung seiner Zeitgenossen lebte Mittelhäuser noch rund 21 Jahre in diesem Zustand und praktizierte weiter als Arzt, sofern seine Patienten zu ihm kommen oder ihn mit einem Wagen holen lassen konnten. Lebrecht Christoph Daniel Mittelhäuser, der zeitlebens ein sehr gläubiger Mann geblieben war und sich jahrelang sehr bewusst auf seinen Tod vorbereitet hatte, verstarb schließlich am Morgen des 2. Februar 1801.
Sein Grundstück auf der Ostra-Allee wurde nach seinem Tod zur Hälfte an den Fiskus verkauft und der Herzogin Garten zugeschlagen, zur Hälfte kam es an die Freimaurerloge Zu den drei Schwertern und Asträa zur grünenden Raute, die dort ihr Logengebäude errichtete.

## Werke (Auswahl)
- De nodis articulorum et incurvatione ossium rachitica, Jena 1747.
- Medizinische Inaugural-Dissertation. Viam chyli ab intestinis ad sanguinem (Der Weg des „Milchsaftes“ vom Darm zum Blut), Jena 1752.
- mit George Alexander Heinrich Hermann von Callenberg, Hermanno sacri Romani Imperii comiti de Callenberg ... natalitia sacra d. 8. febr. anno 1795 gratulatur D. Mittelhäuser, Dresden 1795.
- mit George Alexander Heinrich Hermann von Callenberg, Illustrissimo Generosissimoque Domino Herrmanno S.R.I. Comiti De Callenberg Dynastae Muscauiae &c. ... Natalitia Sacra D. VIII. Febr. A. MDCCXCV, Dresden 1795.